# Djurgårdens Idrottsförening Fotboll Dam
Il Djurgårdens Idrottsförening Fotboll Dam, meglio noto come Djurgårdens IF o semplicemente Djurgården, è una squadra di calcio femminile svedese, sezione di calcio femminile della società polisportiva Djurgårdens Idrottsförening con sede a Stoccolma. La società è affiliata alla Stockholms Fotbollförbund, un'associazione calcistica che gestisce il calcio nella contea di Stoccolma.
Gioca le partite casalinghe in diverse strutture, all'aperto nello Stockholms Stadion o nel meno capiente Kristinebergs IP, e al coperto nel Johan Björkmans hall o nel meno capiente Bosön Vinnarhallen.

## Storia
La squadra venne fondata nel 2003 quando la sezione di calcio femminile del Djurgårdens IF decise di fondersi con quella dell'Älvsjö Allmänna Idrottsklubb (Älvsjö AIK), iscrivendosi alla Damallsvenskan, il massimo livello del campionato svedese femminile di calcio, assumendo la denominazione Djurgården/Älvsjö. La nuova squadra comprendeva giocatrici provenienti sia dal Djurgården sia dall'Älvsjö, come Victoria Svensson, Elin Flyborg, Linda Fagerström, Ulrika Björn e Jane Törnqvist, con Thomas Dennerby come allenatore. All'esordio in Damallsvenskan nella stagione 2004 il Djurgården/Älvsjö centrò la vittoria del campionato, ripetendosi l'anno seguente. Partecipò alla UEFA Women's Cup 2004-2005 arrivando in finale, ma venendo sconfitta dalle tedesche del Turbine Potsdam sia nella partita di andata (0-2) sia nella partita di ritorno (1-3). Nell'edizione successiva di UEFA Women's Cup arrivò sino alle semifinali, dove viene sconfitta nuovamente dal Turbine Potsdam. Nel triennio 2003-2005 la squadra, oltre ai due campionati, conquistò anche due Coppe di Svezia (portando a tre il palmarès della società che era riuscita a vincerla con la precedente denominazione).
A partire dalla stagione 2007 la società cambiò la propria denominazione in Djurgårdens IF DFF. Negli anni successivi iniziò il lento declino, occupando posizioni di rincalzo in Damallsvenskan fino alla retrocessione patita al termine della stagione 2012. La società è iscritta da allora all'Elitettan, secondo livello del campionato femminile svedese.
Alla fine del 2013 la società diventò la sezione femminile del Djurgårdens Idrottsförening Fotboll.

## Allenatori
- 2003-2004 Thomas Dennerby
- 2005 Mikael Söderman
- 2005-2007 Benny Persson
- 2008-2009 Anders Johansson
- 2010 Daniel Kalles Pettersson
- 2011-2012 Patrik Eklöf
- 2013 Marcelo Fernández
- 2014 Carl-Åke Larsen
- 2015 Mauri Holappa
- 2016 Yvonne Ekroth

## Calciatrici

### Giocatrici celebri
- Nadine Angerer (2008)
- Kristin "Kicki" Bengtsson (2004–2007)
- Linda Fagerström
- Victoria Sandell Svensson (2003–2009)
- Sara Thunebro (2003–2009)
- Jane Törnqvist (2003–2007)

## Palmarès

### Competizioni nazionali
- Campionato svedese: 2

2003*, 2004*
- Coppa di Svezia: 3

1999-2000, 2004*, 2005*
le edizioni con l'asterisco come Djurgården/Älvsjö

### Altri piazzamenti
- Supercoppa svedese:

Finalista: 2008
- UEFA Women's Champions League:

Finalista: 2004-2005
Semifinalista: 2005-2006

## Statistiche e record

### Partecipazione ai campionati
| Livello | Categoria      | Partecipazioni | Debutto | Ultima stagione | Totale |
| ------- | -------------- | -------------- | ------- | --------------- | ------ |
| 1º      | Damallsvenskan | 16             | 2003    | 2022            | 16     |
| 2º      | Elitettan      | 3              | 2013    | 2015            | 3      |

## Organico

### Rosa 2024
Rosa, ruoli e numeri di maglia estratti dal sito ufficiale, aggiornati al 10 aprile 2022
| N. |                         | Ruolo | Calciatrice          |
| -- | ----------------------- | ----- | -------------------- |
| 2  | Svezia (bandiera)       | D     | Ebba Hed             |
| 3  | Russia (bandiera)       | D     | Alexsandra Lobanova  |
| 4  | Norvegia (bandiera)     | D     | Ina Vårhus           |
| 7  | Svezia (bandiera)       | D     | Stinalisa Johansson  |
| 8  | Svezia (bandiera)       | A     | Mimmi Larsson        |
| 9  | Svezia (bandiera)       | A     | Pauline Hammarlund   |
| 10 | Svezia (bandiera)       | C     | Tove Almqvist        |
| 11 | Norvegia (bandiera)     | C     | Therese Sessy Åsland |
| 12 | Canada (bandiera)       | D     | Sura Yekka           |
| 14 | Svezia (bandiera)       | C     | Agnes Hedman         |
| 15 | RD del Congo (bandiera) | A     | Flavine Mawete       |
| 17 | Svezia (bandiera)       | A     | Sara Lilja Vidlund   |
| 19 | Svezia (bandiera)       | C     | Lucia Duras          |
| 20 | Portogallo (bandiera)   | A     | Ana Teles            |

| N. |                        | Ruolo | Calciatrice            |
| -- | ---------------------- | ----- | ---------------------- |
| 21 | Svezia (bandiera)      | C     | Meja Staffansson       |
| 22 | Svezia (bandiera)      | A     | Zara Jönsson           |
| 23 | Svezia (bandiera)      | D     | Beata Kollmats         |
| 24 | Svezia (bandiera)      | C     | Louise Hvarfner        |
| 27 | Giappone (bandiera)    | C     | Shinomi Koyama         |
| 29 | Svezia (bandiera)      | D     | Matilda Plan           |
| 30 | Svezia (bandiera)      | P     | Elvira Björklund       |
| 31 | Svezia (bandiera)      | A     | Olivia Ländin Sjöblom  |
| 35 | Germania (bandiera)    | P     | Gina Schüller          |
| 35 | Svezia (bandiera)      | P     | Isabell Andersson      |
| 99 | Danimarca (bandiera)   | A     | Maria Dybwad Brochmann |
| 8  | Svezia (bandiera)      | C     | Nellie Lilja           |
| 30 | Stati Uniti (bandiera) | P     | Katelin Talbert        |

### Rosa 2022
Rosa, ruoli e numeri di maglia estratti dal sito ufficiale, aggiornati al 10 aprile 2022
| N. |                        | Ruolo | Calciatrice         |
| -- | ---------------------- | ----- | ------------------- |
| 3  | Svezia (bandiera)      | D     | Ellen Andersson     |
| 4  | Svezia (bandiera)      | D     | Sanna Kullberg      |
| 5  | Svezia (bandiera)      | D     | Julia Walentowicz   |
| 6  | Danimarca (bandiera)   | C     | Kamilla Karlsen     |
| 7  | Stati Uniti (bandiera) | A     | Hayley Dowd         |
| 8  | Svezia (bandiera)      | C     | Nellie Lilja        |
| 10 | Svezia (bandiera)      | C     | Tilde Lindwall      |
| 11 | Sudafrica (bandiera)   | C     | Linda Motlhalo      |
| 12 | Svezia (bandiera)      | C     | Ebba Wieder         |
| 14 | Svezia (bandiera)      | D     | Sara Olai           |
| 15 | Svezia (bandiera)      | P     | Elvira Björklun     |
| 16 | Svezia (bandiera)      | A     | Stinalisa Johansson |
| 17 | Svezia (bandiera)      | A     | Sara Lilja-Vidlund  |

| N. |                        | Ruolo | Calciatrice          |
| -- | ---------------------- | ----- | -------------------- |
| 18 | Svezia (bandiera)      | A     | Alice Bergström      |
| 19 | Svezia (bandiera)      | A     | Lova Lundin          |
| 20 | Svezia (bandiera)      | D     | Emelie Lövgren       |
| 21 | Ghana (bandiera)       | D     | Portia Boakye        |
| 22 | Svezia (bandiera)      | C     | Tove Almqvist        |
| 23 | Svezia (bandiera)      | C     | Tilda Sjöqvist       |
| 24 | Svezia (bandiera)      | C     | Louise Hvarfner      |
| 28 | Svezia (bandiera)      | C     | Nea Flyborg          |
| 29 | Svezia (bandiera)      | C     | Nicole Ruiz Granados |
| 30 | Stati Uniti (bandiera) | P     | Kelsey Daugherty     |
| 31 | Svezia (bandiera)      | C     | Louise Larsson       |
| 35 | Islanda (bandiera)     | P     | Cornelia Kuoppala    |

### Rosa 2021
Rosa, ruoli e numeri di maglia estratti dal sito ufficiale, aggiornati al 13 aprile 2021
| N. |                        | Ruolo | Calciatrice         |
| -- | ---------------------- | ----- | ------------------- |
| 3  | Svezia (bandiera)      | D     | Ellen Andersson     |
| 4  | Paesi Bassi (bandiera) | C     | Sheila van den Bulk |
| 5  | Svezia (bandiera)      | D     | Julia Walentowicz   |
| 6  | Islanda (bandiera)     | D     | Guðrún Arnardóttir  |
| 7  | Stati Uniti (bandiera) | A     | Hayley Dowd         |
| 8  | Svezia (bandiera)      | C     | Malin Diaz          |
| 9  | Danimarca (bandiera)   | A     | Maria Hovmark       |
| 10 | Svezia (bandiera)      | C     | Tilde Lindwall      |
| 11 | Sudafrica (bandiera)   | C     | Linda Motlhalo      |
| 12 | Svezia (bandiera)      | C     | Nellie Lilja        |
| 13 | Svezia (bandiera)      | D     | Fanny Lång          |
| 14 | Svezia (bandiera)      | D     | Sara Olai           |

| N. |                        | Ruolo | Calciatrice        |
| -- | ---------------------- | ----- | ------------------ |
| 15 | Svezia (bandiera)      | P     | Elvira Björklun    |
| 16 | Ghana (bandiera)       | C     | Elizabeth Addo     |
| 17 | Svezia (bandiera)      | C     | Hanna Ekengren     |
| 18 | Stati Uniti (bandiera) | D     | Rachel Bloznalis   |
| 19 | Camerun (bandiera)     | A     | Alexandra Takounda |
| 20 | Stati Uniti (bandiera) | P     | Kelsey Daugherty   |
| 21 | Ghana (bandiera)       | D     | Portia Boakye      |
| 22 | Cile (bandiera)        | A     | Daniela Zamora     |
| 23 | Svezia (bandiera)      | A     | Hanna Stokki       |
| 24 | Svezia (bandiera)      | C     | Louise Hvarfner    |
| 30 | Islanda (bandiera)     | P     | Cornelia Kuoppala  |

### Rosa 2020
Rosa, ruoli e numeri di maglia aggiornati al 12 luglio 2020
| N. |                          | Ruolo | Calciatrice            |
| -- | ------------------------ | ----- | ---------------------- |
| 1  | Islanda (bandiera)       | P     | Guðbjörg Gunnarsdóttir |
| 3  | Svezia (bandiera)        | D     | Kim Sundlöv            |
| 4  | Paesi Bassi (bandiera)   | D     | Sheila van den Bulk    |
| 5  | Svezia (bandiera)        | D     | Julia Walentowicz      |
| 6  | Islanda (bandiera)       | D     | Guðrún Arnardóttir     |
| 7  | Danimarca (bandiera)     | A     | Maria Hovmark          |
| 8  | Svezia (bandiera)        | C     | Malin Diaz             |
| 9  | Nuova Zelanda (bandiera) | A     | Hannah Wilkinson       |
| 10 | Svezia (bandiera)        | C     | Tilde Lindwall         |
| 11 | Sudafrica (bandiera)     | C     | Linda Motlhalo         |
| 12 | Svezia (bandiera)        | C     | Amanda Kander          |
| 13 | Svezia (bandiera)        | D     | Fanny Lång             |

| N. |                        | Ruolo | Calciatrice               |
| -- | ---------------------- | ----- | ------------------------- |
| 14 | Norvegia (bandiera)    | D     | Camilla Huseby            |
| 15 | Svezia (bandiera)      | P     | Nichole Persson           |
| 16 | Svezia (bandiera)      | C     | Simone Edefall            |
| 17 | Svezia (bandiera)      | C     | Hanna Ekengren            |
| 18 | Stati Uniti (bandiera) | C     | Rachel Bloznalis          |
| 19 | Svezia (bandiera)      | A     | Cassandra Larsson         |
| 20 | Danimarca (bandiera)   | P     | Kathrine Larsen           |
| 21 | Ghana (bandiera)       | D     | Portia Boakye             |
| 22 | Svezia (bandiera)      | A     | Olivia Schough (capitano) |
| 23 | Svezia (bandiera)      | C     | Tilda Sjöqvist            |
| 24 | Svezia (bandiera)      | C     | Louise Hvarfner           |
| 27 | Svezia (bandiera)      | C     | Frida Boriero             |